# 森田舜
森田舜（もりた しゅん、1992年5月10日 - ）は日本の俳優。
東京都出身。聖徳学園中学校、筑波大学附属駒場高等学校、東京大学工学部航空宇宙工学科卒業。東京大学大学院工学系研究科航空宇宙工学専攻修士課程修了。

## 人物
- 趣味はヨガ、ピラティス、映画鑑賞、お笑い鑑賞、ラーメン巡り、焼肉ランチ（サラダバー）
- 特技は剣道（三段）、バイオリン、航空機設計、乗馬、勉強。
- 好き嫌いは特にないが、生牡蠣は当たりやすいので進んでは食べない[3]。
- 家庭教師や塾の講師のアルバイトもしているという[4]。
- 姉がいる[5]。

## 出演

### バラエティ
- 今すぐ使える豆知識 クイズ雑学王（テレビ朝日）
- そんなコト考えた事なかったクイズ!トリニクって何の肉!?（朝日放送テレビ）- レギュラー
- 潜在能力テスト（フジテレビ）- 不定期出演
- 訂正させてください(フジテレビ)
- 梅沢富美男のズバッと聞きます! 宮根＆一茂の昭和世代vs平成世代！生討論SP（フジテレビ）
- ジョブチューン(TBSテレビ)
- ネプリーグ（フジテレビ）

### ドラマ
- G線上のあなたと私 (TBS)

### 映画
- ホゾを咬む（2023年12月2日）[6]

### ラジオ
- 清水英哉のおもしろ交遊録（ＦＭ世田谷）- アシスタント